# Wansleben am See

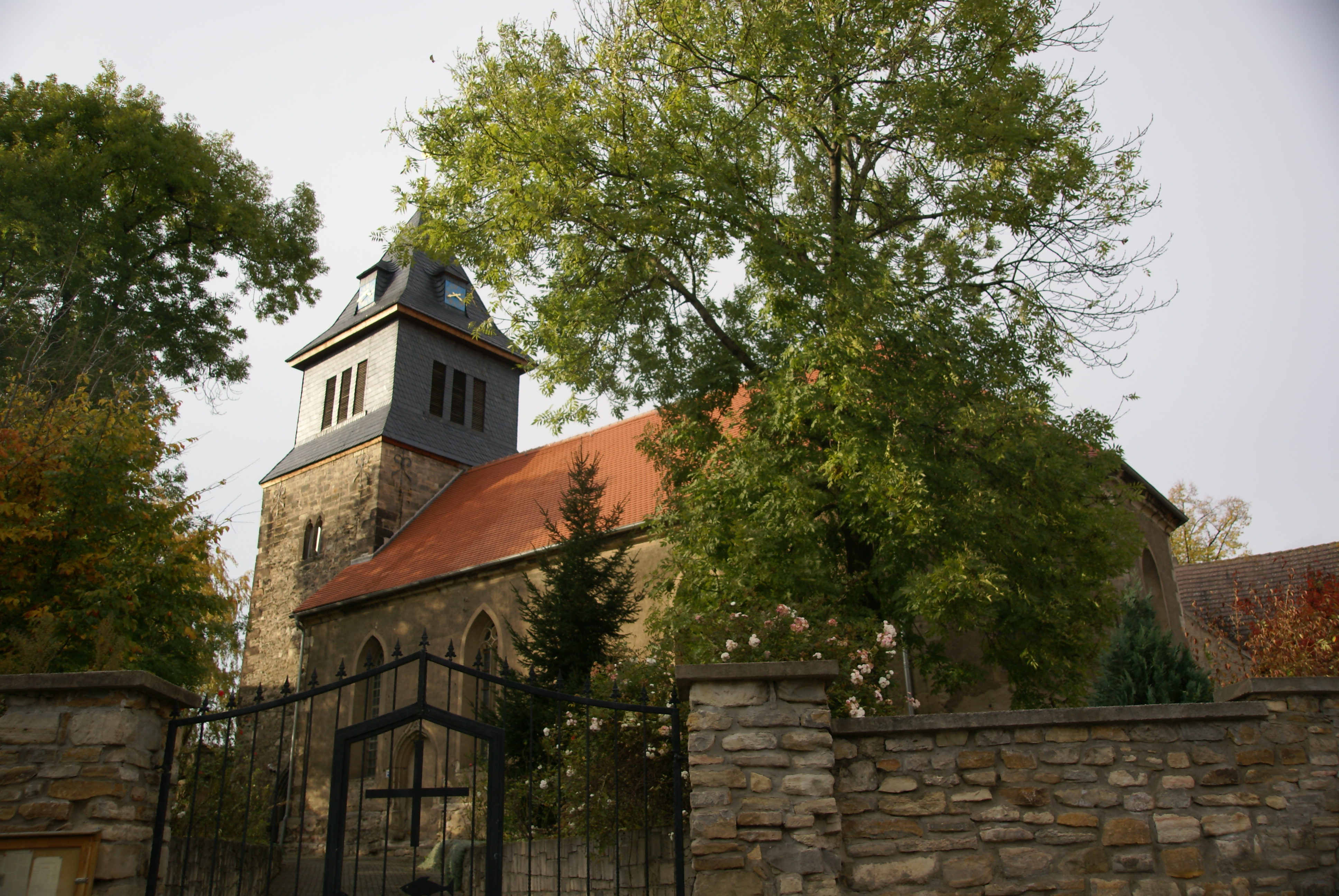
Église de Wansleben

Wansleben am See est une ancienne commune d'Allemagne, dans l'arrondissement de Mansfeld-Harz-du-Sud et dans le land de Saxe-Anhalt. Pendant la guerre de 1939-1945, elle fut le siège d'un Kommando, annexe de Buchenwald.

## Géographie
Wansleben am See se trouve à 15 km à l'ouest de Halle, au sud-est du massif du Harz. Son nom (See = lac) vient de la présence d'un lac salé qui fut asséché au XIXe siècle. Le sous-sol recèle en effet d'importants gisements de potasse qui furent exploités à la fin du XIXe et au début du XXe siècle.

## Histoire
On trouve les premières mentions de ce lieu, sous le nom de Uuencesleba, dans les recensements des places soumises à la dîme de l'abbaye de Hersfeld.
Dans les environs de Wansleben, à l'est, se trouvait une mine de potasse : deux puits, Georgi et Neumansfeld, y furent exploités respectivement à partir de 1898 et 1910. Lors de la crise économique mondiale, la plupart des exploitations furent fermées, moyennant le paiement d'une prime.
Après l'épisode sombre de la Seconde Guerre mondiale, l'exploitation des mines fut brièvement reprise dans les années 1960, aujourd'hui l'activité de la commune se tourne essentiellement vers le tourisme. Une association intercommunale, la Entwicklungsgesellschaft Seengebiet Mansfelder Land, a tenté de recréer le lac disparu, mais elle a été dissoute en 2010.

## Le camp de Wansleben
À partir d'octobre 1943, et jusqu'au printemps 1945, les mines abandonnées servent d'abri pour une importante collection d'objets d'art, et 500 caisses contenant des ouvrages rares et les archives de la Deutschen Akademie der Naturforscher Leopoldina (Académie allemande des sciences naturelles Leopoldina) de Halle. Après la guerre, le secteur étant aux mains des Soviétiques, ces œuvres furent enlevées et jamais restituées à la Leopoldina.
Les mines, à 400 m sous terre, constituaient un abri à l'épreuve des bombardements. C'est sans doute pour cette raison qu'à partir de 1944, le régime nazi décide d'y créer un camp de travail annexe ou Kommando, dépendant du grand camp de Buchenwald, situé à peu de distance. Il est désigné sous les noms de code Mansfeld, Biber II, A6, et Wilhelm, désignant soit le camp de surface, soit le camp de travail souterrain dans les anciennes mines. Cinq cents détenus de Buchenwald y sont transférés et doivent creuser des galeries et des salles pour y installer des ateliers. Ce sont ensuite plus de 2000 détenus qui vont travailler à la fabrication de moteurs d'avions Junkers pour la Luftwaffe, des pièces pour les V1 et V2, des pompes pour les avions Messerschmitt, des détonateurs de grenades, etc. Les conditions de vie sont très dures, même si les détenus sont à l'abri des variations météorologiques. Mais, travaillant à une température moyenne de 24 à 30 degrés, ils sont souvent contraints de travailler à l'extérieur, à -10 degrés, sans vêtements supplémentaires.
Le 12 avril 1945, l'avance des armées alliées contraint les Allemands à évacuer le camp. À 5 heures du matin les détenus sont rassemblés. On  leur distribue une soupe épaisse et grasse, et du pain, contrairement au régime extrêmement restreint habituel, ce qui aura pour beaucoup des conséquences désastreuses. Puis ils sont formés en colonne pour entamer une longue marche de la mort, en direction de Dessau et Schönebeck. Vers 8 h, en queue de colonne, les retardataires, ceux qui ne peuvent plus avancer, commencent à être abattus. La marche se poursuit de nuit jusqu'à 5 h du matin, et cette longue errance dure jusqu'au 14, où les Allemands abandonnent la colonne de prisonniers près du village de Hinsdorf. Ce jour, un détachement de la 104e division d'infanterie américaine Timberwolf, sous le commandement du général Terry Allen, libère le camp. Il y trouve des détenus qui sont revenus, et ceux qui, trop faibles, avaient été laissés sur place, dont beaucoup sont morts ou gravement malades.
Au cimetière, 23 tombes anonymes, et 13 tombes portant des noms, rappellent le souvenir des victimes de ce camp de travail. Un monument réalisé par le sculpteur Richard Horn (de), de Halle, fut inauguré en 1946 en présence du président de la RDA, Wilhelm Pieck.

## Note
1. ↑  Last secrets of Nazi terror — an underground labour camp, http://www.guardian.co.uk/world/2005/oct/25secondworldwar.germany/

## Sources
- (de) Cet article est partiellement ou en totalité issu de l’article de Wikipédia en allemand intitulé « Wansleben am See » (voir la liste des auteurs).
- La Mine de Sel, bulletin de l'amicale des Anciens de Wansleben.